# Alphons Egli
Alphons Egli (8 de outubro de 1924 - 5 de agosto de 2016) foi um político da Suíça. Foi eleito para o Conselho Federal suíço em 8 de dezembro de 1982 e terminou o mandato a 31 de dezembro de 1986. Foi Presidente da Confederação Suíça em 1986.

## Vida
Gotthard Egli, filho do governador de Lucerna, conselheiro e conselheiro, estudou direito na Universidade de Zurique, na Pontifícia Universidade Gregoriana e na Universidade de Berna e formou-se em 1949 com o doutorado. De 1952 a 1982, trabalhou como advogado independente e notário.
Em 1963 foi eleito para o Conselho dos Grandes Cidadãos da Cidade de Lucerna e ocupou este cargo até 1967. Em 1967 ele foi eleito para o Grande Conselho do Cantão de Lucerna e passou oito anos de sua carreira política lá. Em 1971 concorreu sem sucesso para o Conselho Nacional, a partir de 1975 foi membro do Conselho de Estados.
Em 8 de dezembro de 1982, Egli foi eleito membro do Conselho Federal. Ele era chefe do Departamento Federal de Assuntos Internos. Ao tornar a crescente proteção ambiental um tópico declarado conservador após o desastre de Chernobyl e o grande incêndio em Schweizerhalle, ele deu a essas preocupações legitimidade política: Em relação às florestas moribundas, ele implementou medidas para manter o ar limpo. Ele foi presidente federal em 1986.
Como Presidente Federal, em 3 de junho de 1986, ele se desculpou oficialmente pela injustiça infligida aos Yeniches na Suíça e, após sua renúncia, chefiou uma comissão de fundos que compensou Yeniches afetado por sequestros, internações hospitalares, etc. com somas de dinheiro entre 2 000 e 7 000 francos.
Egli renunciou ao Conselho Federal em 31 de dezembro de 1986 por motivos de saúde. Ele foi proprietário da União de Estudantes Suíços e das seções Semper Fidelis Lucerne, Agaunia St. Maurice e Burgundia Bern.
Ele morreu em 5 de agosto de 2016 em um lar de idosos em Lucerna.
Após sua morte, soube-se que ele havia sido membro ativo e oficial (tenente-coronel) da Seção 420.3 do Estado-Maior do Exército de 1971 até sua eleição para o Conselho de Estados em 1975, sob o codinome "Blasius". Como serviço especial, tinha a missão de preparar a resistência na Suíça em caso de ocupação comunista. Naquela época, Egli deu uma contribuição significativa para o desenvolvimento da organização predecessora da organização de resistência suíça P-26.